# Putizza (dolce)
La putizza o potizza (in lingua slovena: potica) è un dolce tipico della Slovenia e della  Friuli Venezia Giulia, ben nota anche in zona del Carso, tra Gorizia e Trieste. La potica fa parte del patrimonio gastronomico sloveno e nelle specialità tradizionali garantite dalla Slovenia, dove viene considerata una vera "regina dei piatti delle festività" e una vera e propria “ambasciatrice nazionale”..
La putizza costituisce una delle innumerevoli varianti dei dolci arrotolati di origine austro-ungarica, unitamente alla gubana e al presnitz e altri tipi, dai quali si differenzia per la maggior ricchezza del ripieno, per la forma, la lavorazione a tre impasti e la lievitazione che conferisce maggiore sofficità.
Altri dolci arrotolati simili sono il bejgli ungherese, il rugelach yiddish, il nokul turco, il makowiec polacco, la orahnjača o orechovník serbo-croati.

## Etimologia
La parola potiza o putiza è uno slavismo del dialetto triestino preso in prestito dalla parola slovena potica (pronuncia: potiza), la quale deriva dal verbo poviti che significa avvolgere, arrotolare, che è appunto la principale caratteristica del dolce.
In maniera analoga anche lo strudel, che in tedesco significa vortice, richiama l'avvolgimento della sfoglia eseguito nella preparazione.

## Storia

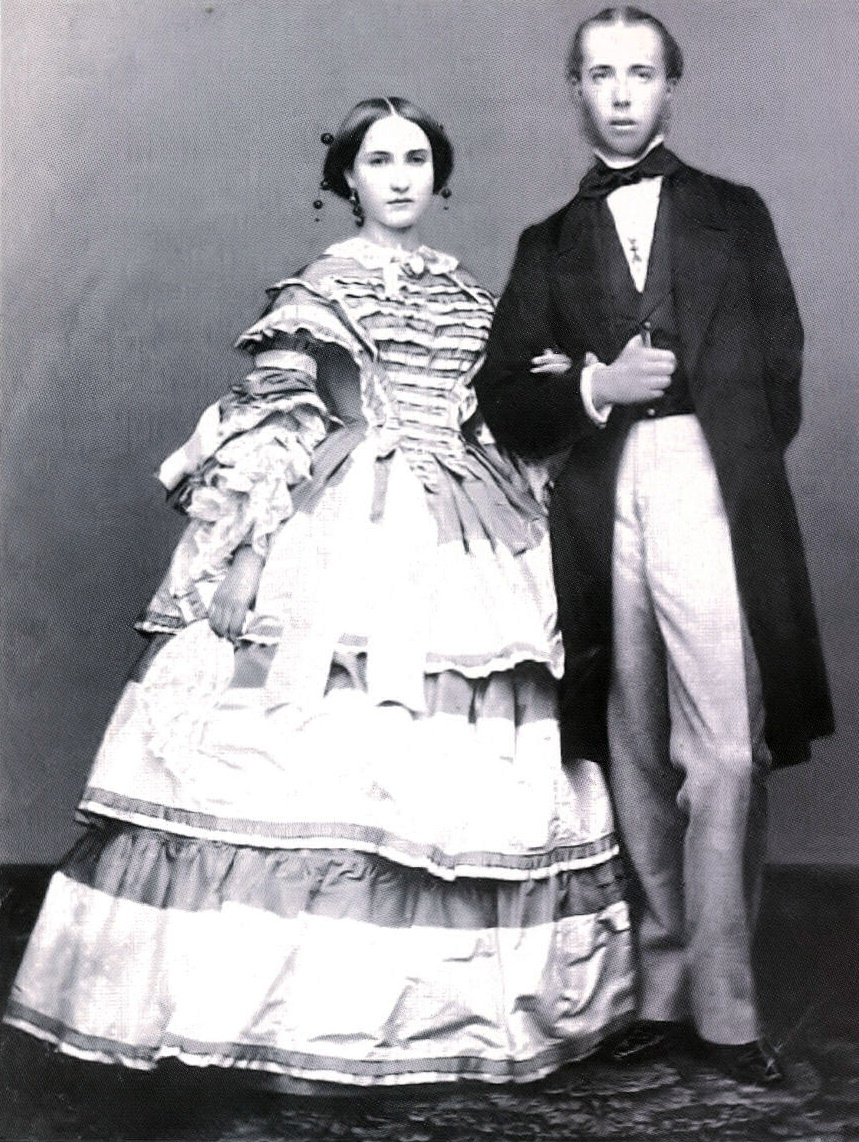
Gli arciduchi Massiimiliano e Carlotta

Il dolce ha origini carsiche risalenti al medioevo e venne descritto nel 1575 dal pastore luterano sloveno Primož Trubar e in seguito nei ricettari viennesi nel XVIII secolo.
La tradizione triestina racconta tuttavia che la prima putizza venne presentata nel 1864 agli arciduchi austroungarici Massimiliano I del Messico e Carlotta del Belgio durante una festa organizzata al castello di Miramare di Trieste.
La ricetta della putizza è riportata nel manuale di cucina della Germania meridionale (Die süddeutsche Küche) pubblicato nel 1890 a Graz da Katharina Prato.
Durante la mostra d'arte popolare italiana organizzata a Trieste nel 1922 organizzata dal locale Circolo Artistico venne presentato a Gabriele D'Annunzio un quaderno di 92 ricette scritte da Luisa Moratto di Cherso, tra cui quelle di pinza, potizza e presniz.
Nel 1927 Maria Stelvio inserì la "potiza di Gorizia" nel suo noto ricettario Cucina triestina: metodo e ricettario pratico economico.

## Descrizione
Il dolce è costituito da una sfoglia arrotolata che racchiude un ripieno a base di frutta secca. 
La pasta è quella della pinza triestina o del gugelhupf e viene preparata impastando farina, zucchero, burro, uova, olio, miele, latte, lievito, sale e vaniglia con il metodo dei tre impasti: preparazione del lievitino, seguita dalla lavorazione di metà dose degli ingredienti e infine impasto completo.
La pasta viene stesa in una sfoglia sottile, su cui si distribuisce il ripieno ottenuto mescolando con cura uva passa, frutta a guscio tritata (noci, nocciole tostate, mandorle), pinoli, albume d'uovo, marmellata di albicocche, cioccolato fondente sminuzzato, rum e aromi come cannella, chiodi di garofano, scorza grattugiata di limone e di arancia. Una volta arrotolata in forma di cilindro e sistemata su una teglia a lievitare, la putizza viene cotta nel forno. 

## Riconoscimento
La putizza è riconosciuta in Italia come prodotto agroalimentare tradizionale (PAT) della regione Friuli-Venezia Giulia. Nel 2016 la camera di commercio di Trieste ha redatto il disciplinare di produzione della "putizza di Trieste".
Il governo sloveno, in occasione del primo festival nazionale dedicato alla specialità organizzato nel castello di Otočec, ha altresì annunciato di aver avviato presso la Commissione europea la procedura di riconoscimento della potica quale specialità tradizionale garantita della Slovenia.
Nel maggio 2017 la putizza ha avuto un'improvvisa popolarità mondiale a causa di una battuta scherzosa di papa Francesco, che durante la visita in Vaticano del presidente degli Stati Uniti d'America chiese alla first lady Melania Trump (di origini slovene) indicandone il marito: «Cosa gli dai da mangiare, la putizza?». A seguito di ciò, le associazioni di categoria degli agricoltori della Slovenia hanno rinnovato la richiesta di ottenere il riconoscimento europeo della potica slovena per tutelare la ricetta tradizionale di tale nazione. Il 22 aprile 2021 la slovenska potica (putizza slovena) è stata ufficialmente iscritta nell'elenco delle specialità tradizionali garantite (STG) dell'Unione europea.